# درويش رش
درويش‌ رش هي قرية في مقاطعة تكاب، إيران. يقدر عدد سكانها بـ 146 نسمة بحسب إحصاء 2016.